# Jules Tripier
Pour les articles homonymes, voir Tripier.
Jules Tripier, né le 10 mai 1804 à Hesdin (Pas-de-Calais) et mort le 14 juillet 1875 à Paris, est un général français, grand-croix de la Légion d'honneur.
Il se distingue au cours de la conquête de l'Algérie puis lors de la guerre de Crimée. Il participe à la défense de Paris durant la guerre franco-prussienne de 1870.

## Biographie
Diplômé de l'École polytechnique et officier du génie, il se distingue à partir de 1837 lors de la conquête de l'Algérie aux côtés du général Bugeaud. Il contribue à la fondation d'Orléansville. 
Il quitte l'Algérie en 1854 pour prendre part à la guerre de  Crimée. Colonel, il est désigné chef d'état-major du génie de l'armée d'Orient. En août de la même année, il est promu au rang de commandeur de la Légion d'honneur, et trois mois plus tard, il est promu général de brigade. 
Atteignant le grade de général de division en 1863, il est élevé à la dignité de grand officier de la Légion d'honneur le 21 décembre 1866. 
Durant la guerre de 1870, membre du comité des fortifications, il assume le commandement du génie de la 2e armée durant le siège de Paris en 1870. 
Après 49 ans de service, 22 campagnes et une blessure, il est élevé à la dignité de grand-croix de la Légion d'honneur le 16 décembre 1870.

## Décorations
- Grand-croix de la Légion d'honneur (11 octobre 1873)
  - Grand officier le 21 décembre 1866
  - Commandeur 1854
- Médaille militaire (16 décembre 1870)[2]

## Hommages
L'avenue du Général-Tripier est une voie publique située dans le 7e arrondissement de Paris. Elle débute allée Thomy-Thierry et se termine avenue Joseph-Bouvard.

## Publications
- La Fortification déduite de son histoire, Paris, J. Dumaine, 1866.
- Des Ports de refuge à établir aux baies de Canche, d'Authie et de Somme sur la Manche, Abbeville, P. Briez, 1867.
- Suite des études faites sur le littoral français de la Manche, du Havre à Dunkerque, Montreuil-sur-mer, J. Duval, 1869.
- La Fortification polygonale de M. le colonel Brialmont, Paris, 1870. Lire sur Gallica
- Notes sur l'organisation du système défensif de Paris, Paris, C. Tanera, 1873. Lire sur Gallica

### Sources contemporaines
- Adolphe de Cardevacque, Biographie du général Tripier, Montreuil-sur-Mer, J. Becquart, 1877.
- Bulletin de la société académique des antiquaires de la Morinie, tome XII, fascicule 237, 1911.
- Comité des travaux historiques et scientifiques, Annuaire de la France savante XVIIe – XXe siècles.

### Sources modernes
- Michel Wattel et Béatrice Wattel (préf. André Damien), Les Grand’Croix de la Légion d’honneur : De 1805 à nos jours, titulaires français et étrangers, Paris, Archives et Culture, 2009 (ISBN 978-2-35077-135-9), p. 387.
- Dossier au Service Historique de la Défense : cote Yd 1408.